# Jármi
Jármi község Szabolcs-Szatmár-Bereg vármegyében, a Mátészalkai járásban.

## Nevének eredete
Jármi (Jaromtheleke, Jarwmytheleke, Jarmy, Jarmytelek) neve első ízben 1325-ben tűnik fel az oklevelekben, s ekkor még Mátészalkához tartozott. Nevének eredete bizonytalan, járom alapszava déli szláv eredetű magyar köznév, mai alakjában elvonás eredményeként jött létre.

## Fekvése
A vármegye és a Nyírség keleti részén helyezkedik el, Mátészalka nyugati szomszédságában, a város központjától 5 kilométerre. A térség fontosabb települései közül Vaja 9,5, Őr 5,5 kilométer távolságra található.
A további szomszédos települések: észak felől Papos, dél felől Nyírmeggyes, délnyugat felől Hodász, nyugat felől pedig Őr.

### Megközelítése
Legfontosabb közúti elérési útvonala a 49-es főút, mely áthalad a központján, így azon érhető el Mátészalka vagy Őr érintésével. Papossal és azon keresztül Nyírmadával, illetve Gyulaházával a 4106-os út kapcsolja össze.
Vasútvonal nem érinti, a legközelebbi vasúti csatlakozási lehetőséget a Apafa–Mátészalka-vasútvonal, a Mátészalka–Záhony-vasútvonal, a Nyíregyháza–Mátészalka–Zajta-vasútvonal és a Mátészalka–Nagykároly-vasútvonal által is érintett Mátészalka vasútállomás kínálja.

## Története
Első említésekor, 1325-ben a Karászi család birtoka volt, de 1335-ben Magyar Pál özvegye az óbudai klarisszáknak adományozta és a később Mátészalka néven egyesült két falu tartozéka volt. A 14. század végén már a kialakulóban levő Csaholyi-uradalom tartozékaként emlegették. 1388-ban Csaholyi Sebestyén szolgálataikért familiárisainak, Balog Miklós fiainak adományozta. Az adományos birtokosok később Jármiaknak nevezték magukat. A Csaholyiak azonban egy részét tovább is bírták. A Csaholyi-részt 1547-ben Imre leányával, Annával, Melith György kapta meg. 
A 17-18. században királyi adomány révén több részbirtokosa volt. 1695-ben összesen 25 család élt a faluban, ebből gazda 19 volt. 1850 táján jellegzetes kisnemesi falu, nagyobb birtokosai a Kulin és Tatay családok. Lakóinak száma ekkor 738. 1870-ben 733 lélek élt 145 házban ; területe 2215 kat. hold. 1910-ben 139 házban 704-en laktak.

## Közélete

### Polgármesterei
- 1990–1994: Szántó Csaba (független)[3]
- 1994–1998: Szántó Csaba (KDNP)[4]
- 1998–2002: Szántó Csaba (Fidesz)[5]
- 2002–2006: Szántó Csaba (független)[6]
- 2006–2010: Győrfiné Papp Judit Katalin (független)[7]
- 2010–2014: Győrfiné Papp Judit Katalin (független)[8]
- 2014–2019: Győrfiné Papp Judit Katalin (független)[9]
- 2019–2024: Sarka Zsolt (független)[10]
- 2024– : Sarka Zsolt (független)[1]

## Népesség
A település népességének változása:
| Lakosok száma | 1280 | 1290 | 1301 | 1221 | 1153 | 1146 | 1149 |
|               | 2013 | 2014 | 2015 | 2021 | 2022 | 2023 | 2024 |

2001-ben a település lakosságának közel 100%-a magyar nemzetiségűnek vallotta magát, de kisebb roma közösség is élt itt.
A 2011-es népszámlálás során a lakosok 90,2%-a magyarnak, 1,3% cigánynak, 0,7% németnek, 0,9% románnak, 0,2% ukránnak mondta magát (9,8% nem nyilatkozott; a kettős identitások miatt a végösszeg nagyobb lehet 100%-nál). A vallási megoszlás a következő volt: római katolikus 8,1%, református 59%, görögkatolikus 15,3%, felekezeten kívüli 3,2% (12,9% nem válaszolt).
2022-ben a lakosság 93,2%-a vallotta magát magyarnak, 0,7% németnek, 0,6% cigánynak, 0,4% ukránnak, 0,3% románnak, 0,2% szlováknak, 0,1-0,1% lengyelnek, horvátnak és ruszinnak, 1,8% egyéb, nem hazai nemzetiségűnek (6,8% nem nyilatkozott; a kettős identitások miatt a végösszeg nagyobb lehet 100%-nál). Vallásuk szerint 5,9% volt római katolikus, 52% református, 10,8% görög katolikus, 2,9% egyéb keresztény, 2,1% felekezeten kívüli (24,4% nem válaszolt).

## Nevezetességei
Tanuszoda , református templom késő barokk 1798 , részben átalakítva

## Itt születtek, illetve itt éltek
- Fülöp Sándor (1928-2012) festőművész

## Képzőművészet
A Reformátusok Szatmárért Közhasznú Egyesület és Jármi Község Önkormányzata összefogásának hála, 2016. december 10. napján megnyílt Fülöp Sándor festőművész állandó kiállítása Jármi Művelődési Központjának Nagytermében. A festőművész tanítványaival való kapcsolatát a kölcsönös tisztelet és rajongás jellemezte, ami életre szóló elhivatottságot adott tanári pályájához. 

## Külső hivatkozások
Jármi község honlapja